# ジュゼッペ・ウンガレッティ
ジュゼッペ・ウンガレッティ（Giuseppe Ungaretti、1888年2月8日 - 1970年6月1日）は、イタリアの詩人、ジャーナリスト。
第一次世界大戦に出征した経験と家族・知人との死別を経て確立された、生と死を見つめ自己を見据えたその詩風によって、救いを希求しながらもいかなる安易な救いも拒むその姿勢によって、また簡潔でありながら従来の詩の伝統を越え出る新たな詩表現によって、イタリアの現代詩を切り開いた。20世紀イタリアの最高の詩人の一人であり、20世紀文学の巨人の一人とも目されている。批評活動や古今の詩のイタリア語への翻訳も行った。1970年ノイシュタット国際文学賞受賞。

## 経歴
- ウンガレッティはイタリアのルッカ出身の両親のもと、エジプトのアレクサンドリアで1888年に生まれた。父親がスエズ運河の工事に携わっていた。
- 1912年、24歳の頃に両親の故郷トスカナ地方を経てパリへ渡ると、パリ大学に学び、ギヨーム・アポリネール、ポール・ヴァレリー、アンドレ・ブルトン、トリスタン・ツァラなどの詩人、画家ではアメデオ・モディリアーニ、モーリス・ユトリロ、ジョルジョ・デ・キリコらと交遊。ソルボンヌ大学ではアンリ・ベルクソンに師事していた。
- 1914年に第一次世界大戦が勃発した当時、ウンガレッティはミラノで参戦論を支持し、1915年からカルソ地方で対オーストリア戦に参加。詩作を開始する。
- 戦後は『ボーチェ』誌の同人となり、一種の象徴詩ともいうべきエルメティズモ(錬金術的)の詩風を確立した。
- ベニート・ムッソリーニの元でジャーナリストとしても活動した。
- 1936年にブラジルへ渡り、サンパウロ大学のイタリア語学科教授に就任するが、息子を虫垂炎で失う。1942年に帰国し、ローマ大学現代文学科教授に就任する。イタリアの降伏後の1944年に教職を追放されるが、同僚らの復職を求める投票により1947年に復職を果たし、1958年まで務めた。同年に妻を失う。
- 1970年、ノイシュタット国際文学賞受章のため渡米するが気管支肺炎を患い、帰国後にミラノで死去した。

## 作品

### 詩集
- II Porto Sepolto (1917)
- Allegria di naufragi (1919)
- Il Porto Sepolto (1923)
- L'Allegria (1931)（『喜び』）
- Sentimento del Tempo (1933)（『時の感覚』）
- La guerra (1947)
- Il Dolore (1947)（『悲しみ』）
- Demiers Jours. 1919 (1947)（『最後の日々 1919年』）
- Gridasti: Soffoco... (1950)
- La Terra Promessa (1950)（『約束の地』）
- Un grido e Paesaggi (1952)（『叫び声と風景』）
- Poesie disperse (1915-1927) (1959)（『散逸詩篇』）
- Il Taccuino del Vecchio (1960)（『老人の手帳』）
- Dialogo (1968)
- Vita d'un uomo. Tutte le poesie (1969)（『詩の必要』）

### 評論・随筆
- II povero nella città (1949)
- Il Deserto e dopo (1961)
- "Vita di un poeta. Giuseppe Ungaretti.", di Leone Piccioni, Rizzoli (1974)
- Saggi e interventi (1974)
- Invenzione della poesia moderna, Lezioni brasiliane di letteratura (1937-1942) (1984)
- "Vita di Giuseppe Ungaretti", di Walter Mauro, Anemone Purpurea editrice, Roma, (2006)

## 日本語文献・邦訳
- 河島英昭 『ウンガレッティ：詩人の生涯』花神社、1994年
- 河島英昭編訳 『ウンガレッティ詩集』（双書20世紀の詩人9）小沢書店、1993年
- 河島英昭訳 『ウンガレッティ全詩集』筑摩書房、1988年／岩波文庫、2018年（改訳版）- 上記「詩集」で邦訳を付したものを含む。
- 須賀敦子 『イタリアの詩人たち』青土社、1998年、新版2013年。初期著作（作家論は第2章）
  - 別版『須賀敦子全集 第5巻 イタリアの詩人たち、ウンベルト・サバ詩集 ほか』河出書房新社、2000年、河出文庫、2008年